# 新川郡
新川郡為過去位於日本石川縣東部的郡，已於1878年被分拆為上新川郡及下新川郡。
雖說新川郡在被分割時是屬於石川縣，但是當時的石川縣為被暱稱為「大石川縣」的時代，轄區包括了現在的石川縣、富山縣及福井縣的嶺北地區，實際上新川郡過去的轄區是位於現今富山縣的東半部，包括現在的富山市神通川的東半部、滑川市、舟橋村、上市町、立山町、魚津市、黑部市、入善町及朝日町。

## 歷史

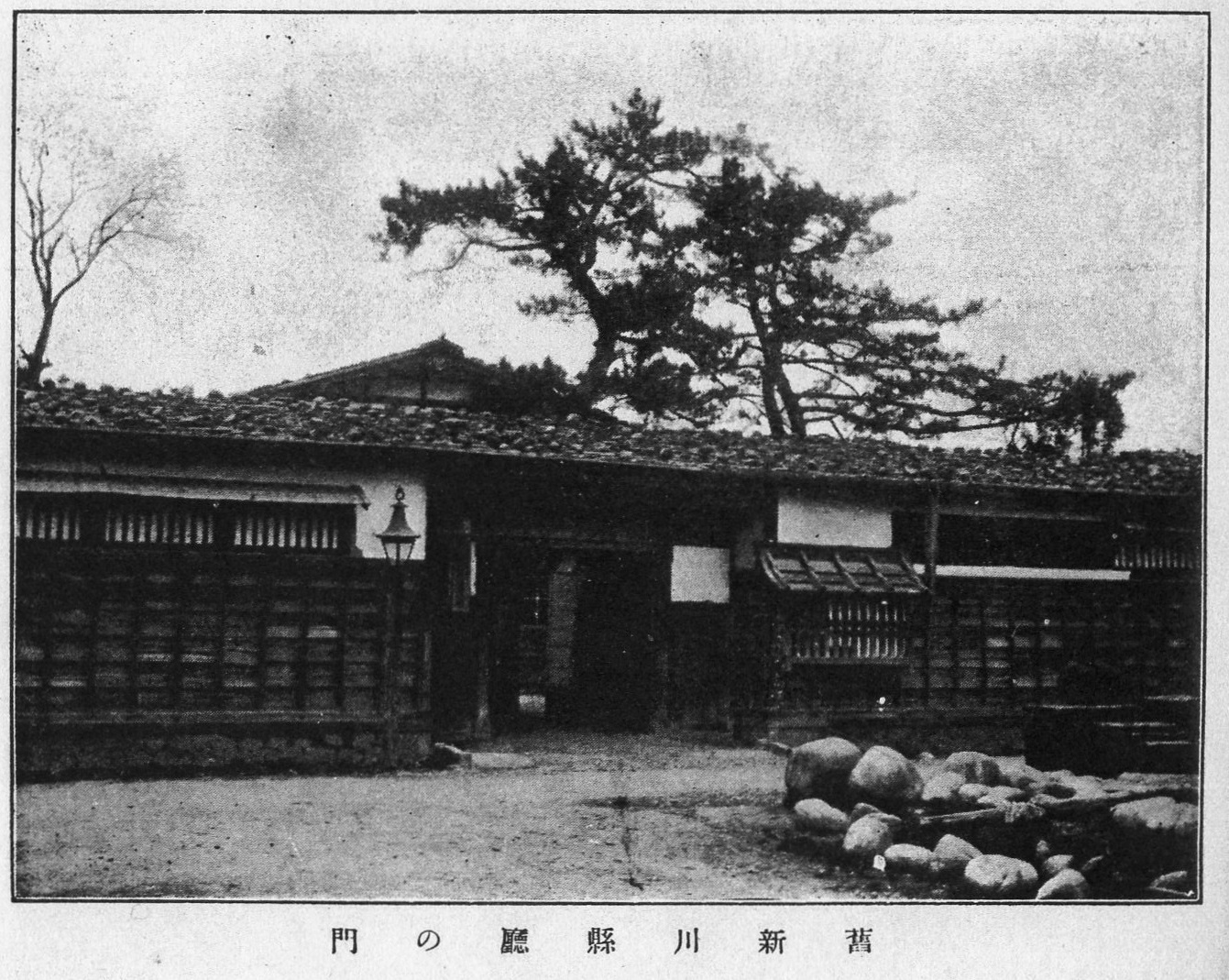
設在新川郡魚津町的新川縣縣廳

過去在8世紀越國被分割為越前國、越中國、越後國時，新川郡被劃入了越中國；「新川」為發源自立山連峰的常願寺川之舊名，過去新川郡的範圍佔了整個越中國的東半部，西側以神通川為界與婦負郡相鄰。
14世紀畠山氏成為越中守護後，由椎名氏擔任此地的守護代，但在16世紀畠山氏勢力衰退後，由於椎名氏與同為畠山氏守護代的神保氏之間的紛爭，在各自尋求外援之後，也成為上杉謙信和武田信玄對抗的戰場。1580年織田信長平地此地後一度成為佐佐成政的領地，1585年後改成為前田利長的領地，也因此至17世紀江戶時代後，郡內全部區域都成為前田氏加賀藩的領地。1639年前田利常將新川郡西側的64村及婦負郡劃分給其次子前田利次，設立富山藩，此後新川郡的西半部就屬於富山藩，東半部則繼續屬於加賀藩。
19世紀末明治維新實施廢藩置縣後，原屬加賀藩和富山藩的區域分別改隸屬金澤縣及富山縣，在1871年的第一次府縣整併後，新川郡與同樣原屬越中國的婦負郡和礪波郡被劃入新設立的縣，新縣的縣廳由於設在新川郡內魚津町（位於現在的魚津市）的舊加賀藩郡代役所，因此便以縣廳所在的新川郡將新縣命名為新川縣；不過在1876年的第二次府縣整併中，新川郡隨著新川縣被併入由原金澤縣更名而成的石川縣。
1878年石川縣實施郡區町村編製法時，由於新川郡的轄區太大，便以早月川為界，將新川郡拆分為上新川郡和下新川郡。

## 備註
1. ↑  富山縣及福井縣在1883年才自石川縣中拆分出。
2. ↑  於1871年由原富山藩改設而成的富山縣，與現在於1883年成立至今的富山縣沒有直接關係。